# Рапопорт, Самуэль Митя
Самуэль Митя Рапопорт (нем. Samuel Mitja Rapoport; 14 (27) ноября 1912, Волочиск, Волочиская волость, Староконстантиновский уезд, Волынская губерния, Российская империя — 7 июля 2004, Берлин, Германия) — австрийский и немецкий биохимик.
Из еврейской семьи, эмигрировавшей в Австрию. Был членом социал-демократической партии, участвовал в восстании 1934 года, затем перешёл в компартию. В 1938 году после аннексии Австрии нацистской Германией остался в США и натурализовался. В 1942 году занял пост ассоциированного профессора на кафедрах биохимии и педиатрии, в 1946 году стал руководителем физико-химического отделения и химической лаборатории Детской больницы Университета Цинциннати. Был членом американской компартии, в связи с чем в 1950 году вместе с женой и детьми бежал в Швейцарию, затем в Австрию, а оттуда в 1952 году — в Германскую Демократическую Республику. Занимал посты профессора физиологической химии в клинике «Шарите» и руководителя Института физиологической и биологической химии в Берлинском университете имени Гумбольдта, был руководителем нескольких научных организаций. Автор учебника по медицинской биохимии, выдержавшего девять изданий. Член Академии наук ГДР, лауреат Национальной премии ГДР, кавалер многих орденов. После крушения ГДР и воссоединения Германии продолжил придерживаться социалистических взглядов. В 1993—1998 годах был президентом Берлинского научного общества имени Лейбница, преемника Академии наук ГДР. Скончался в возрасте 91 года.

## Биография

### Молодые годы, образование
Самуэль Митя Рапопорт родился 27 ноября (14 ноября по старому стилю) 1912 года в местечке Волочиск, к юго-западу от Киева меж Волынью и Галицией (ныне — территория Украины), на границе двух империй — Российской и Австро-Венгерской. Родители — Маня (урождённая Вейсбаум) и Даниэль Рапопорты. Отец, из купцов, торговал пшеницей, был набожным, но не ортодоксальным евреем, а мать, довольно свободных взглядов, не соблюдала обряды, но чтила субботу и прочие еврейские праздники. У Самуэля была сестра — Бетти (Батья), род. в 1905 году.
Будучи по родителям из восточных, украинских евреев, Самуэль рано познал опыт лишений и изгнания. В 1916 году, в самый разгар Первой мировой войны, Рапопорты выехали в Одессу, где встретили революцию и гражданскую войну, а в 1920 году с 7-летним Самуэлем и его сестрой бежали от жестокостей и беспорядков из Советской России на последнем транспортном судне через итальянский Триест в Австрию, уже после упразднения Габсбургской монархии, и поселились в Вене. В то время Самуэль по традиции ходил в школу Торы, немного знал идиш и говорил только по-русски. Он также выучил иврит и немецкий язык, на котором говорил с характерным венским, а затем уже американским, акцентом. Самуэля стали называть Митей, что было производным от его полного имени.
Из-за материальных проблем Рапопорты часто переезжали, но вскоре нашли постоянную работу и жильё, и Вена стала для Самуэля по-настоящему родным городом. В 1922 году он пошёл в среднюю школу, после окончания которой учился в Элизабет-гимназии в 4-м округе Вены, где заинтересовался химией и начал работать над автодидактическими исследованиями по биохимии, области, не имевшей ещё академического признания. Вместе с тем, с юности Самуэль активно занимался политической деятельностью и участвовал в революционном движении социалистического толка. Левыми идеями он заинтересовался в 13-летнем возрасте, после прочтения «Анти-Дюринга» Фридриха Энгельса; также на него повлияли труды Карла Маркса, которые он воспринял как руководство к действию.

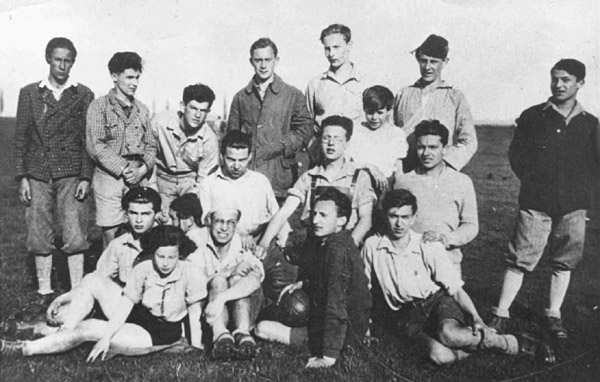
Зойфер, Сечи, Рапопорт среди членов группы «Восемнадцать», 1929 год

Тесно сдружившись ещё с одесских времён со своим одногодкой Юрой Зойфером, писателем и социалистом, Рапопорт вместе с ним вступил в Ассоциацию социалистических старшеклассников и стал активистом секции «Восемнадцать», где в совместной компании познакомился c Марией Сечи, тогдашней девушкой Зойфера. В 1932 году в возрасте 19 лет Рапопорт стал членом Социал-демократической партии Австрии, на стороне Республиканского шуцбунда участвовал в уличных боях с фашистским Хеймвером во время февральского восстания 1934 года, а затем в том же году ввиду разочарования в социал-демократии перешёл в Коммунистическую партию. Как член компартии, находившейся на нелегальном положении, Рапопорт неоднократно арестовывался за политическую деятельность и подвергался тюремному заключению.
В 1930 году, после окончания гимназии с хорошими оценками, Рапопорт поступил в Венский университет, где продолжил изучать химию. В 1933 году, после двух семестров учёбы на философском факультете, он заинтересовался медициной и перешёл на медицинский факультет, а также стал работать в Институте медицинской химии Венского медицинского университета. Под началом своего научного руководителя Отто фон Фюрта на кафедре клинической химии Рапопорт совершенствовался в научных исследованиях, занимаясь разработкой анализа аминокислот в сыворотке крови, колориметрического определения глицериновой кислоты, уже начав публиковаться в профильных журналах. В 1936 году в 24 года по окончании университета он защитил диссертацию и получил степень доктора медицины.

### Учёба и работа в США

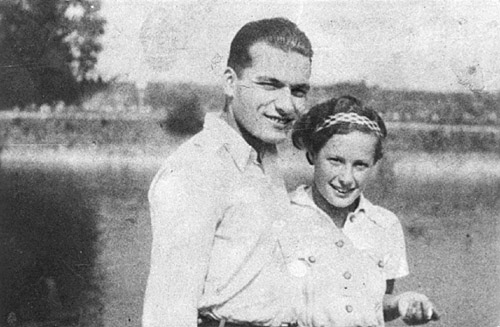
Юра Зойфер и Мария Сечи, 1930-е годы

В 1937 году Рапопорт, не сумевший как неблагонадёжный в политическом плане устроиться на научную работу, получил от фон Фюрта стипендию на устройство на один год на учёбу и работу в Детскую больницу Университета Цинциннати, штат Огайо, США. Ввиду аннексии Австрии нацистской Германией в 1938 году стажировка обернулась эмиграцией и Рапопорт остался в Америке, тогда как его родители смогли выехать в Палестину, воссоединившись со своей дочерью и старшей сестрой Самуэля, уже долгое время жившей в Тель-Авиве. В США Рапопорт впервые побывал ещё в 1934 году, когда сопровождал свою мать в гости к американским родственникам. Он сумел спастись от нацистов, тогда как фон Фюрт из-за своего еврейства был изгнан из университета и вскоре скончался, а Зойфер был пойман при попытке перехода границы и в 1939 году погиб в концентрационном лагере Бухенвальд — его смерть стала для Самуэля на всю жизнь непреходящей трагедией. До своей кончины Зойфер активно переписывался с Рапопортом и Сечи, выражая надежды на противостояние австрийского рабочего класса немецкой оккупации. В 1937 году Рапопорт выбил для Сечи соответствующие документы, с которыми она успела выехать из Австрии в США, и в том же году они поженились. В следующем году Рапопорт вступил в Коммунистическую партию США и впоследствии активно занимался политической деятельностью. В США Самуэля стали называть Сэмом.
В 1938 году на основе своих венских исследований Рапопорт подготовил первую научную публикацию в издании «Journal of Biological Chemistry», которую представил на конгрессе Американского общества биохимии в Балтиморе. В 1939 году он получил вторую учёную степень и стал доктором философии, в 1942 году занял пост ассоциированного профессора на кафедрах биохимии и педиатрии, а также стал временным руководителем физико-химического отделения Детской больницы Цинциннати, в 1946 году окончательно возглавил данное отделение, а также стал главой химической лаборатории. Спустя пять лет жизни в США Рапопорт получил американское гражданство.
В Цинциннати Рапопорт продолжил работать над ранее поднятыми в Вене вопросами метаболизма эритроцитов и роли их секретов в обмене веществ. Здесь, вместе со своей коллегой и ассистентом Джейн Люберинг, ему удалось проследить ауторегуляторный метаболический путь эритроцитов в организме, известный ныне как «цикл Рапопорта — Люберинг». Вместе с Полом Хоксвортом на основе многочисленных работ по изучению физических, осмотических и химических изменений в эритроцитах Рапопорт разработал новый метод сохранения крови, позволяющий в течение трёх недель доставить её в практически любой регион мира. В 1946 году за эти труды, спасшие жизни тысяч солдат во время Второй мировой войны, он был удостоен национального гранта и грамоты от президента США Гарри Трумэна. В 1947 году вместе с американскими коллегами Рапопорт выехал в командировку в Японию, где смог выяснить причины возникновения неожиданной эпидемии под название «экири», унёсшей за всего один лишь год жизни 20 тысяч детей: оказалось, что болезнь (токсическая энцефалопатия в сочетании с шигеллёзом) была вызвана ухудшением санитарных условий и питания, в частности дефицитом кальция в организме, к которому привело употребление недостаточного количества молока.
В 1944 году Самуэль встретил Ингеборг Зильм, еврейскую беженку из Германии, работавшую педиатром в Детской больнице Цинциннати и специализировавшуюся на неонатологии — они поженились в 1946 году, после развода Рапопорта с Сечи. У них было четверо детей, ставших в будущем практически целой медицинской династией: Том (род. 1947 г., профессор Гарвардской медицинской школы), Майкл (род. 1948 г., математик), Сьюзан (род. 1949 г., врач-педиатр), Лиза Мария (род. 1950 г., биохимик). Несмотря на удавшуюся карьеру и идиллическую жизнь, в США чета Рапопортов тоже натолкнулась на проблемы в отношениях с властью, причиной чего стала политика. Участвуя в движении за гражданские права и выступая против сегрегации, вместе они, сочувствуя идее коммунизма, будучи убеждёнными социалистами и членами американской компартии, по воскресеньям раздавали в неблагополучных районах Цинциннати копии газеты «Daily Worker» и собирали подписи под «Стокгольмским воззванием». В годы холодной войны и маккартизма, антикоммунистической «охоты на ведьм», такое поведение не осталось без внимания американских должностных лиц, инициировавших проверку Рапопортов на лояльность. В соответствии с антисемитским стереотипом о «врачах-отравителях» Рапопорты были обвинены в подрывной деятельности, среди прочего в планировании диверсии по загрязнению системы водоснабжения в Цинциннати химикатами.
В 1950 году, находясь на международном конгрессе педиатров в Швейцарии, Самуэль Рапопорт получил телеграмму с повесткой, обязывающую его явиться для дачи показаний Комиссии по расследованию антиамериканской деятельности. Чувствуя грозящую ему опасность, он не вернулся в США, откуда не смог бы более выехать из-за «акта Смита», запрещавшего коммунистам покидать страну, а остался в Цюрихе. Через 12 лет после бегства от нацистов и чтобы избежать новых антикоммунистических гонений, Ингеборг с тремя маленькими детьми и беременная четвёртым ребёнком вскоре была вынуждена переехать к мужу, несмотря на своё желание остаться в США.

### Эмиграция в ГДР, пик научной деятельности
Поначалу Самуэль уехал к своим родителям в Израиль, где ему предложили работу в Институте Вейцмана в Реховоте, однако отказался от этой возможности в соответствии со своими антисионистскими убеждениями. Вскоре Рапопорт, чувствовавший свою глубокую связь с Австрией, переехал с семьёй из Цюриха в Вену, где они получили убежище, а затем и гражданство. После того как Самуэль не смог закрепить за собой пост профессора и остаться на медицинской кафедре в Венском университете из-за вмешательства со стороны американцев и трусости самих австрийцев, он попытался устроиться в Великобритании, Франции и СССР, но тоже неудачно — у европейцев вызвала подозрения его коммунистическая деятельность, а у советских чиновников — американский паспорт.
Наконец, в 1952 году Рапопорт принял предложение занять должность профессора физиологической химии в клинике «Шарите» и при посредничестве Коммунистической партии Австрии в лице Фридля Фюрнберга и на основании рекомендации от Социалистической единой партии Германии переехал вместе с семьёй в Восточный Берлин. Отправившись в политическое изгнание, он, уже на грани разорения и будучи уже больше года безработным, к своему счастью, нашёл то место, которое бросало ему научный вызов и вполне соответствовало его политическим воззрениям. Пользуясь полученными от молодой и полуразрушенной Германской Демократической Республики необходимыми и гарантированными социальными благами, Рапопорт обучил и подготовил за последующие годы несколько тысяч талантливых учёных и в конце концов возглавил свой Институт физиологической и биологической химии в университете имени Гумбольдта, который сам же и создал практически из руин. Тем временем Ингеборг продолжила работу педиатром, став профессором в «Шарите» и основав при ней первую в Европе кафедру по неонатологии. Семье Рапопортов был выделен дом в берлинском округе Нидершёнхаузен — Панков, где в основном жили представители интеллигенции, вернувшиеся из эмиграции и концентрационных лагерей.
Конечно, не следует упрощать этот вопрос, но в принципе только мораль рабочего класса, воплощенная в его лучших представителях, может быть мерилом для определения принадлежности к социалистической интеллигенции, независимо от того, происходит ли конкретный человек из рабочего класса или нет. Это включает в себя безоговорочное признание внешней дисциплины, будь то на рабочем месте или в социальной организации. Такое отношение не имеет ничего общего с подобному трупу послушанием, а должно быть частью революционной, независимой, антимещанской внутренней позиции.Самуэль Рапопорт, 1972 год.
За три десятилетия плодотворной научной работы Рапопорт стал одним из ведущих сотрудников «Шарите», главным представителем биохимической науки в ГДР и самым выдающимся биохимиком Берлина после Второй мировой войны. Он был одарён такими большими почестями, какие только могли быть преподнесены учёному в ГДР, — докторскими степенями ряда университетов, членством в немецких и иностранных научных академиях и обществах, государственными наградами, в частности, орденами «За заслуги перед Отечеством» и «Знамя Труда» и многими другими. В 1960 году Рапопорт был удостоен Национальной премии ГДР II класса в области науки и техники — «за его выдающуюся научную работу в области метаболизма клеток, в особенности красных кровяных клеток, в ходе которой ему удалось проследить цикл преобразования глицерино-фосфорной кислоты». В 1969 году он стал действительным членом Германской академии наук в Берлине, позднее — Академии наук ГДР.

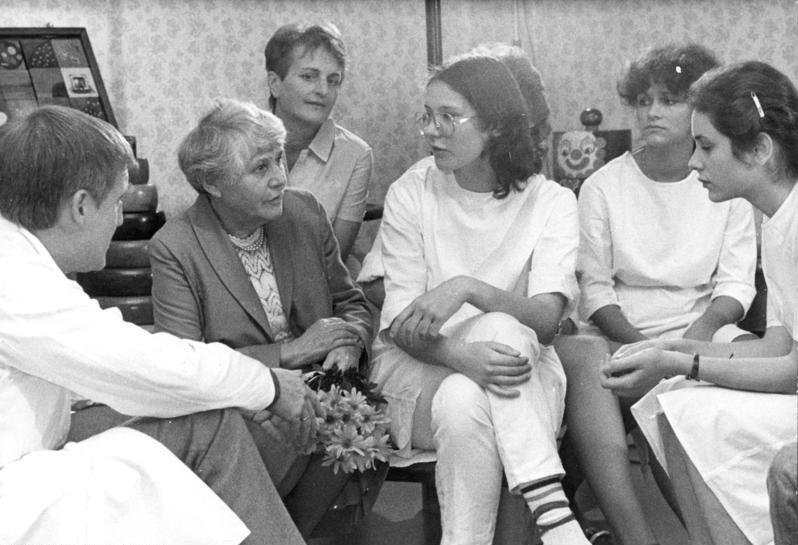
Представитель комитета «Врачи ГДР за предотвращение ядерной войны» Ингеборг Рапопорт беседует с молодыми медсёстрами Детской больницы Котбуса, 1985 год

Рапопорт был уважаем среди студентов, а его лекции и занятия пользовались популярностью благодаря складывавшейся на них доверительной атмосфере, любви к интеллектуальным спорам и серьёзному и продуманному отношению к научному эксперименту. Многие ученики Рапопорта получили свои кафедры и стали профессорами в различных университетах ГДР, в частности — Эберхард Хофманн, Зинаида Розенталь, Рейнхарт Генрих. Всего за три месяца в 1962 году Рапопорт надиктовал двум стенографисткам труд «Медицинская биохимия», принятый в дальнейшем в качестве стандартного учебника для высшей школы ГДР — к 1987 году он был издан тиражом в 60 тысяч экземпляров, выдержал девять изданий, переведён на несколько языков, став образцом дидактического метода преподавания и сделав имя Рапопорта нарицательным среди немецких студентов как на востоке, так и на западе Германии. Ингеборг при этом являлась «секретарём», «студенткой» и «критиком» своего мужа. Всего Рапопорт стал автором 666 научных работ, опубликованных в период с 1932 по 1996 год; в них затрагиваются такие вопросы как математическое моделирование метаболических процессов, метаболизм фосфатов, гликолиз эритроцитов, методы сохранения крови, исследования водно-электролитного баланса, этапов созревания и дифференциации клеток, формирования ферментов, и многие другие темы.
Будучи членом Социалистической единой партии Германии, Рапопорт умело использовал «свой политический авторитет» для развития академической науки в ГДР, к нему прислушивались руководители страны, в том числе председатель Государственного совета ГДР Вальтер Ульбрихт, курировавший разработку социально-политических реформ: он сумел убедить того в важности биохимических исследований для медицины и сельского хозяйства. Также он поддержал движение советских учёных против ядерной войны, став в 1982 году председателем комитета «Врачи ГДР за предотвращение ядерной войны», членом которого являлась и Ингеборг.
С 1954 по 1964 год Рапопорт был главным редактором журнала «Die Medizin der Sowjetunion und der Volksdemokratien im Referat». С 1957 по 1990 год состоял в Научном совете ГДР. В 1978 году вышел на пенсию с должностей профессора и директора института, но продолжил научную работу. Впоследствии, в 1978—1982 годах был председателем Биохимического общества ГДР, в 1980—1984 годах — председателем Координационного совета медико-научных обществ ГДР, в 1980—1985 годах — президентом Общества экспериментальной медицины ГДР.

### Последующая жизнь
Рапопорт был верно предан ГДР и мучительно переживал крушение страны и фактически всей их с женой жизни, третьей жизни. Несмотря на некоторое разочарование в новой жизни, он старался прилагать все возможные усилия по интеграции ученых бывшей ГДР в научное сообщество объединённой Германии. После упразднения Академии наук ГДР её члены лишены какого бы то ни было статуса, а вся собственность перешла в ведение восстановленной Берлин-Бранденбургской академии наук. Однако группа академиков решила продолжить свою работу, учредив в 1993 году Берлинское научное общество имени Лейбница, ставшее преемником Академии наук ГДР. Рапопорт был избран первым президентом общества в трудные первые годы его существования и занимал этот пост до 1998 года, то есть в течение пяти лет, после чего стал почётным президентом.
До последних дней Рапопорт был резковатым и страстным человеком, посвятившим свою жизнь борьбе против фашизма, войны и социальной несправедливости, убежденным и активным коммунистом, для которого на первом месте стоял социализм, на втором — наука, и только на третьем — семья. Он часто посещал Вену и принимал участие в различных мероприятиях, посвящённых памяти своих товарищей по социализму — Юры Зойфера, Альфреда Клара, Вальтера Холличера. В 2002 году Самуэль отметил своё 90-летие, что было отмечено научным симпозиумом.
Самуэль Митя Рапопорт скончался 7 июля 2004 года в Берлине в возрасте 91 года. Он оставил после себя четырёх детей, девятерых внуков и правнуков, а Ингеборг стала вдовой после 60 лет брака. Самуэль был похоронен на берлинском кладбище «Панков III». В том же году жизнь семьи Рапопорт была показана в телевизионном документальном фильме «Рапопорты — Наши три жизни» режиссёра Бритты Вауэр, удостоенного в 2005 году премии Гримме. Ингеборг скончалась в 2017 году в возрасте 104 лет и упокоилась рядом с мужем.

## Награды и почести

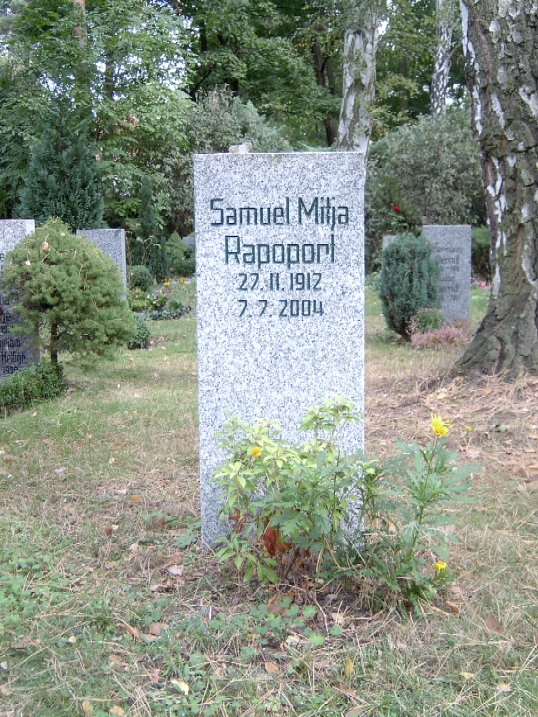
Надгробие на могиле Самуэля Рапопорта

- Почётная грамота президента США[англ.] (1947 год)[71][11].
- Членство в Американском педиатрическом обществе[англ.] (1947 год)[97][98].
- Орден «За заслуги перед Отечеством» в бронзе (1959 год)[1][71].
- Медаль Артура Беккера в золоте (1962 год)[1][11].
- Медаль Гуфеланда[нем.] (1960 год)[97][71].
- Национальная премия ГДР II класса в области науки и техники[нем.] (1960 год)[71][75].
- Членство в Чехословацком медицинском обществе имени Я. Э. Пуркине[чеш.] (1963 год)[99].
- Орден «Знамя Труда» (1964 год)[100][101].
- Действительное членство в Академии наук ГДР (1969 год)[75][5].
- Звание почётного доктора университета Земмельвайса в Будапеште (1969 год)[102][103].
- Орден «За заслуги перед Отечеством» в серебре (1973 год)[71][104].
- Звание «Заслуженный преподаватель университета ГДР[нем.]» (1976 год)[105][106].
- Орден «За заслуги перед Отечеством» в золоте (1978 год)[6][107].
- Почётное членство в Венгерской академии наук (1979 год)[108].
- Звание почётного доктора Университета Карла Маркса в Лейпциге (1982 год)[109][110].
- Звание «Заслуженный деятель науки[нем.]» (1983 год)[17][111].
- Медаль Гельмгольца (1987 год, совместно с А. М. Прохоровым)[112][113].
- Звание почётного доктора университета имени Гумбольдта в Берлине (1987 год)[107][114].
- Орден «Звезда дружбы народов» в золоте (1988 год)[115].